# Амадок III
Амадок (Аматок, Медок) III (дав.-гр. Μέδοκου Γ'; д/н — бл. 171 до н. е.) — цар одрисів в 190—171 роках до н. е.

## життєпис
Старший син царя одрисів Севта IV. Після смерті останнього близько 190 року до н. е. стає царем. Продовжив політику попередника на відродження потуги Одриського царства та протистояння з Македонією. У 188 році до н. е. дозволив племенам астеїв, кенітів та мадуатені атакувати римлян на чолі із Гнеєм Манлієм Вульсоном, що повертався з Малої Азії.
У 185 році до н. е. проти Амадока III виступив македонський цар Філіпп V, який завдав одрисам відчутної поразки, захопивши важливе місто Філіппополь. 184 року до н. е. цар Амадок III потрапив у полон до македонян. Тут вимушений був визнати зверхність Македонії. Час коли він звільнився невідомий.
У 179—177 роках до н. е. намагався скористатися вторгненнями бастарнів до північної Фракії для розширення влади серед фракійських племен. Втім бастарни спочатку завдали важкої поразки царству Мала Скіфія на півночі, а потім опора царя — одриси і астеї — зазнали важких поразок, внаслідок чого частина населення мігрувала до чорноморського узбережжя. Тому Амадок III зберігав рівні стосукни зі західнопонтійськими містами. Помер Амадок III близько 171 року до н. е. Йому спадкував брат Котіс IV.